# Hush Hush Beach
Hush Hush Beach ist ein Sandstrand im Süden des australischen Bundesstaats Western Australia. Er liegt bei dem Ort Broke.
Der Strand ist 1,1 Kilometer lang und bis zu 50 Meter breit. Er öffnet sich in Richtung Süden. Ein Fußweg führt von einem Parkplatz zum Strand.
Hush Hush Beach wird nicht von Rettungsschwimmern bewacht.